# The Potbelleez
The Potbelleez sind eine vierköpfige australisch-irische Elektropop-Band. 2004 trafen sich die beiden ausgewanderten Dubliner Dave Goode und Johnny Sonic in Sydney und spielten als DJ-Duo in den Clubs der australischen Metropole. 2005 bzw. 2006 stießen die beiden australischen Sänger Blue MC und Ilan Kidron zu den Potbelleez und sie machten ihre ersten Aufnahmen, die sie im Internet publizierten. 

## Geschichte
Sie bekamen einen Plattenvertrag und veröffentlichten im Frühjahr 2007 eine erste EP (In the Junkyard). Ihre Lieder wurden in australischen Fernsehshows wie Australia's Next Top Model und Big Brother gespielt und ihre Bekanntheit stieg über die Dance-Szene hinaus. Mit dem folgenden Lied Don't Hold Back kam dann der ganz große Erfolg. Nachdem sie bereits im Oktober in die australischen Charts eingestiegen waren, stieg die Single bis Jahresende unter die Top 10. Bei der Silvesterparty an der Sydney Harbour Bridge und beim Endspiel um die australische Fußballmeisterschaft traten sie mit dem Song im Fernsehen auf und im Februar erreichten sie als höchste Chartplatzierung Platz 5 und wurden mit Doppelplatin ausgezeichnet.
Danach folgte sofort der Schritt nach Europa. In Deutschland waren sie als Support zwei Monate lang mit der Band Scooter auf Tour. In England wurden sie von der BBC ins Programm genommen. Prompt kamen sie auch in diesen beiden Ländern in die Charts.
2008 veröffentlichte die Band ihr erstes Studioalbum The Potbelleez. Ihr zweites Album Destination Now veröffentlichte sie 2011.
2014 nahm Frontfrau Marisa Lock, unter ihrem Künstlernamen Blue MC bei The Voice of Germany teil.

## Diskografie

### Alben
- 2008: The Potbelleez
- 2011: Destination Now

### EPs
- 2007: In the Junkyard
- 2009: Kiss My Ass

### Singles
- 2007: Don’t Hold Back
- 2008: Are You with Me
- 2008: Trouble Trouble
- 2010: Hello
- 2011: From the Music
- 2013: Saved in a Bottle
- 2014: Here on Earth